# Bois d'olive grosse peau
Pleurostylia pachyphloea
Espèce
Le bois d'olive grosse peau (Pleurostylia pachyphloea) est une espèce de plante de la famille des célastracées. Elle est endémique de l'île de La Réunion, département d'outre-mer français dans le sud-ouest de l'océan Indien.